# Ozalj
Ozalj je město v centrální části Chorvatska, nacházející se severně od města Karlovac, nedaleko hranic se Slovinskem. Administrativně spadá pod Karlovackou župu. V roce 2011 zde žilo celkem 6 817 obyvatel.
Ozalj se rozkládá v údolí řeky Kupy, na hlavním dopravním tahu z Karlovace v Chorvatsku do Nového města ve Slovinsku. Město je známé díky svému hradu. Prochází tudy také železniční trať z Karlovace do Slovinska, do Nového města a Trebnje.

## Historie
Město je poprvé zmiňováno v roce 1244 jako svobodné královské město. Později patřilo rodu Frankopanů a od poloviny 16. století rodu Zrínských, kterým patřil do roku 1671. Historicky se současné město začalo rozvíjet na břehu řeky Kupy okolo původního hradu. V letech 1907–1908 zde byla postavena vodní elektrárna Munjara.

## Osobnosti
- Helena Zrínská (1643–1703), matka sedmihradského knížete Františka II. Rákócziho
- Z města pocházeli prarodiče amerického herce Johna Malkoviche.

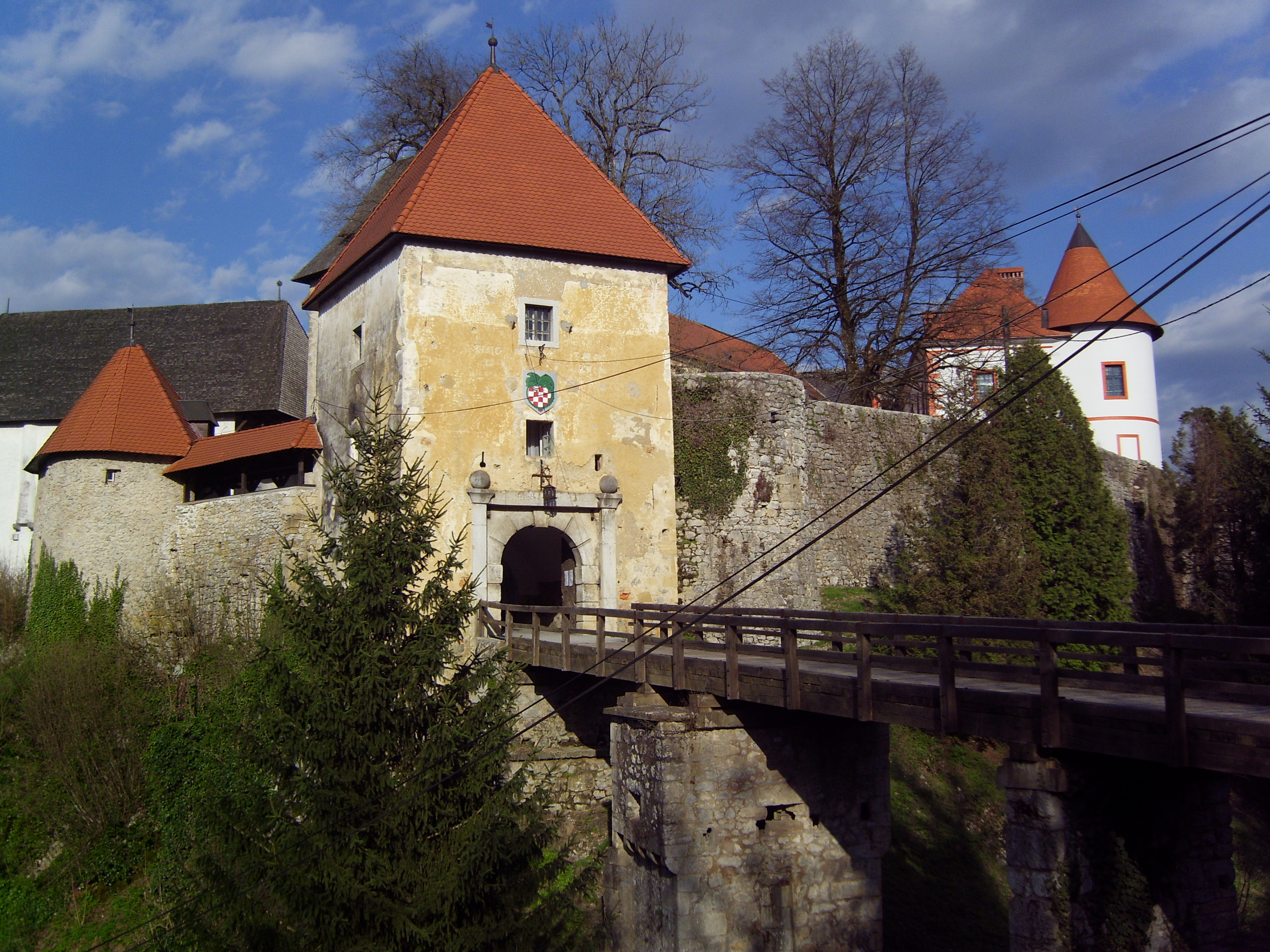
Hrad Ozalj
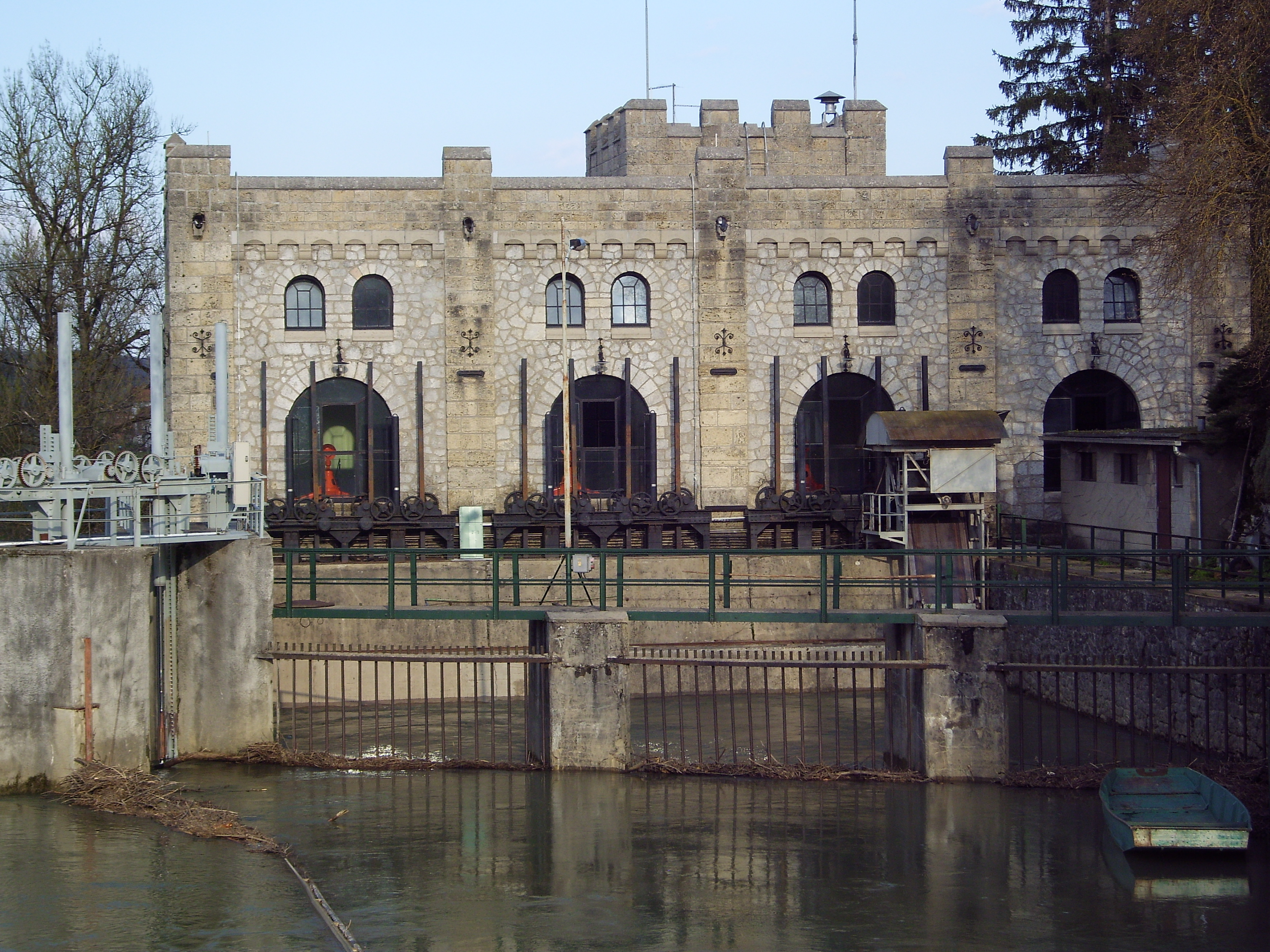
Vodní elektrárna Munjara